# Alte Synagoge (Gyöngyös)

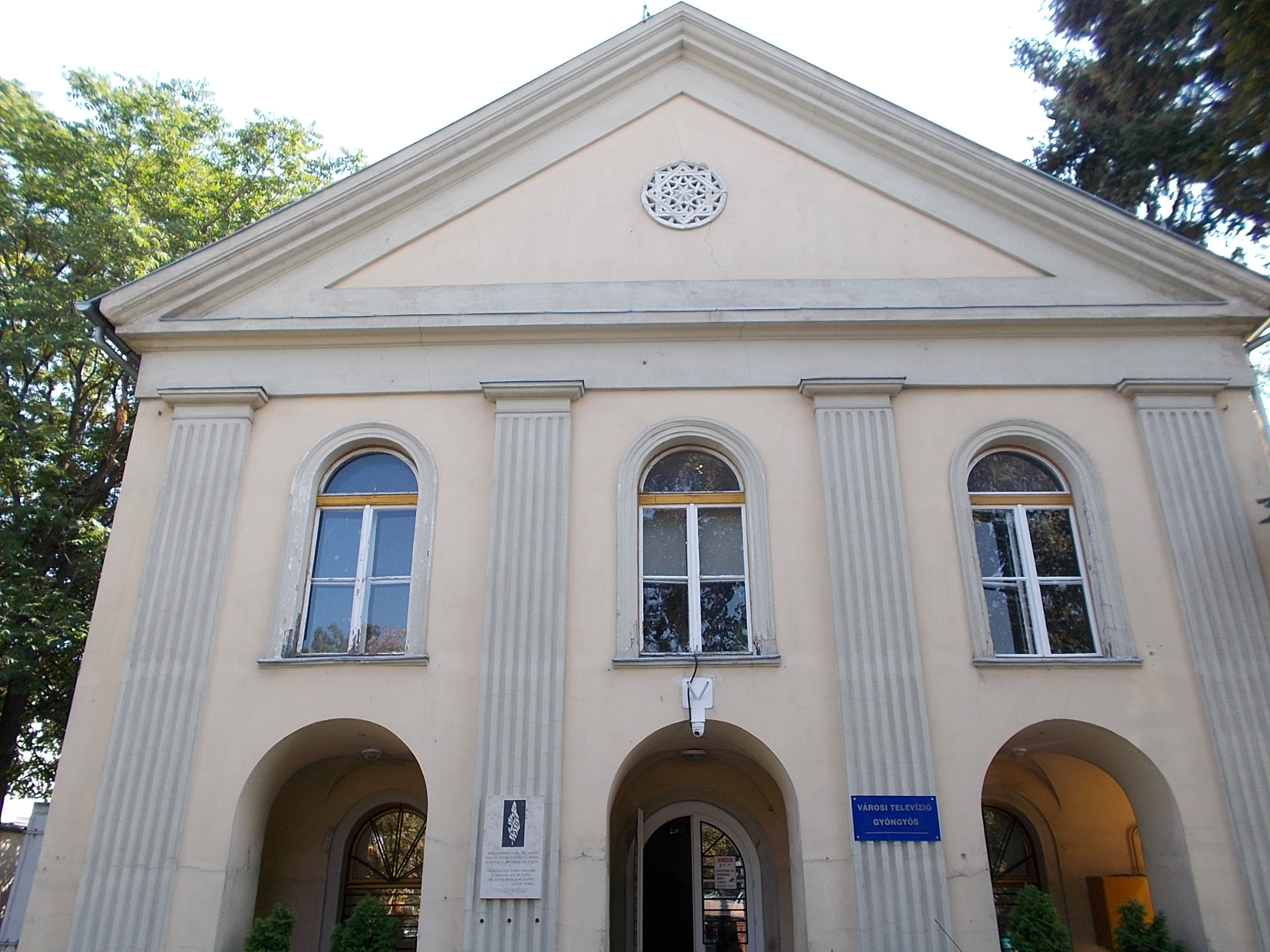
Alte Synagoge in Gyöngyös

Die Alte Synagoge in Gyöngyös, einer ungarischen Stadt im Komitat Heves etwa 90 km östlich von Budapest, wurde 1820 errichtet. Die profanierte Synagoge im Stil des Neoklassizismus ist ein geschütztes Kulturdenkmal. Sie wird heute als Bürohaus des Stadtfernsehens genutzt.